# Хоројата (Васлуј)
Хоројата (рум. Horoiata) насеље је у Румунији у округу Васлуј у општини Богданешти. Oпштина се налази на надморској висини од 92 m.

## Становништво
Према подацима из 2002. године у насељу је живело 148 становника, од којих су сви румунске националности.